# POWER10
POWER10（パワーテン）は、IBMのスーパースカラー型シンメトリックマルチプロセッサ。64ビットのPower Architectureベースのマイクロプロセッサで、POWER9の後継。

## 概要
POWER10は、Power Architectureベースのスーパースカラー型シンメトリックマルチプロセッサファミリーの1つで、IBMが5年以上の歳月と数百の新規および申請中の特許技術を採用して設計した。POWER10は、企業がハイブリッドクラウド環境を利用する際の特有のニーズに応えるよう設計された。POWER10プロセッサは、サムスンの7nmプロセスで製造され、前身のPOWER9等と比較してエネルギー効率やワークロード・キャパシティー、コンテナ密度を最大で3倍に高める。
2020年8月、IBMはオンライン開催のHot Chips 32でPOWER10の概要を発表した。POWER9と比較した電力効率（1W当たりの演算処理性能）は、コア水準比で約2.6倍、ソケット水準比で約3倍に向上した。またセキュリティ機能やAIの推論処理性能を高めた。当プロセッサを初めて搭載したシステムであるPower E1080は2021年9月17日から出荷が開始された。

## 用途
- IBM
  - Power E1080 - 2021年9月発表[4][5]